# Barahona (province)
Pour les articles homonymes, voir Barahona.
Barahona est l'une des 32 provinces de la République dominicaine. Son chef-lieu est Santa Cruz de Barahona. Elle est limitée au sud-ouest par la province de Pedernales, au nord-ouest par les provinces d'Independencia et Baoruco, au nord-est par celle d'Azua et à l'est par la mer des Caraïbes.
C'est dans cette région qu'on a découvert un gisement de Larimar.